# Станкявичюс, Лауринас-Миндаугас
Лауринас-Миндаугас Станкявичюс (лит. Laurynas Mindaugas Stankevičius; 10 августа 1935, Аукштадварис, Молетский райо́н — 17 марта 2017, Вильнюс) — литовский государственный деятель, премьер-министр Литвы (1996).

## Биография
В 1953 году окончил среднюю школу в Вильнюсе. В 1957 году окончил Ленинградский финансово-экономический институт. В 1957—1969 гг. — экономист в министерстве финансов Литовской ССР, начальник отдела финансирования АПК, в 1969—1977 гг. — заместитель постоянного представителя Литовской ССР при Совете Министров СССР. В 1977—1988 гг. — заместитель председателя Государственного комитета СССР по труду и социальным вопросам, в 1988—1990 гг. — первый заместитель министра труда и социальной защиты Литовской ССР.
- 1990—1993 гг. — заместитель министра социальной защиты,
- 1993—1994 гг. — министр социальной защиты Литовской Республики,
- 1994—1996 гг. — министр по реформам и делам самоуправления Литовской Республики.

С февраля по ноябрь 1996 года — премьер-министр Литовской Республики.
С 1998 по 1999 год — министр здравоохранения Литовской Республики.
В 1989—1990 гг. — член КПСС, затем — член Демократической партии труда Литвы.
Похоронен на Антакальнисском кладбище.

## Семья
Жена — Ирена Станкявичене (1936), юрист, бывший судья Верховного суда Литвы. Дочь Рута (1970).